# Strobilanthes rankanensis
Strobilanthes rankanensis är en akantusväxtart som beskrevs av Bunzo Hayata. Strobilanthes rankanensis ingår i släktet Strobilanthes och familjen akantusväxter. Inga underarter finns listade i Catalogue of Life.